# Парцеля-Обори
Парцеля-Обори (пол. Parcela-Obory) — село в Польщі, у гміні Констанцин-Єзьорна Пясечинського повіту Мазовецького воєводства.
Населення — 380 осіб (2011).
У 1975-1998 роках село належало до Варшавського воєводства.

## Демографія
Демографічна структура станом на 31 березня 2011 року:
|          | Загалом | Допрацездатний вік | Працездатний вік | Постпрацездатний вік |
| -------- | ------- | ------------------ | ---------------- | -------------------- |
| Чоловіки | 190     | 47                 | 129              | 14                   |
| Жінки    | 190     | 48                 | 116              | 26                   |
| Разом    | 380     | 95                 | 245              | 40                   |